# Georges Vassiliou

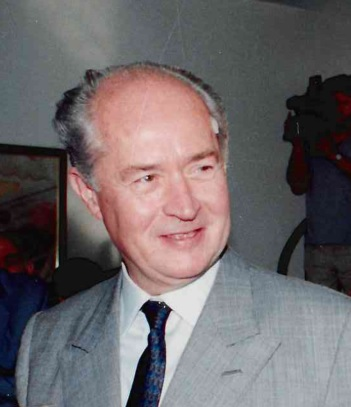
Georges Vassiliou (1992)

Georges Vassiliou (Γιώργος Βασιλείου Giorgos Vasiliou; * 20. Mai 1931) ist ein griechisch-zypriotischer Politiker und war von 1988 bis 1993 Präsident der Republik Zypern.
Im Februar 1988 wurde der parteilose Vassiliou im zweiten Wahldurchgang mit fast 52 Prozent zum neuen Staatspräsidenten gewählt. Sein Gegenkandidat und späterer Nachfolger Glafkos Klerides, der für die konservativ-demokratischen Parteien antrat, erhielt 48 Prozent. Der Vorgänger und alte Amtsinhaber Spyros Kyprianou konnte sich im ersten Wahlgang mit 27 Prozent nicht für die Stichwahl qualifizieren.
1993 gründete Vassiliou die liberale Partei Enomeni Dimokrates (Vereinigte Demokraten), deren Vorsitzender er bis 2005 war.
Er ist verheiratet mit der früheren EU-Kommissarin Androulla Vassiliou und hat mit ihr drei Kinder.
| Personendaten    | Personendaten                                       |
| ---------------- | --------------------------------------------------- |
| NAME             | Vassiliou, Georges                                  |
| ALTERNATIVNAMEN  | Βασιλείου, Γιώργος (griechisch); Vasiliou, Giorgos  |
| KURZBESCHREIBUNG | zyprischer Politiker, Präsident der Republik Zypern |
| GEBURTSDATUM     | 20. Mai 1931                                        |